# 奧薩蘇丹國
奧薩蘇丹國是一個曾經存在的國家，曾位於衣索比亞東北部的阿法尔州。該國成立於1734年，滅亡於1936年。
衣索比亞帝國名義上宣稱對該地區擁有主權，但遭到了當地的激烈的抵抗，因此一直沒有拿下該國。不同於其他在阿法爾地區的勢力，由於他們在沙漠戰爭中的技能，阿法爾人在被義大利吞併之前一直保持獨立。建國後，蘇丹雅約和東非地區很多其他貴族一同訪問了義大利首都羅馬，以支持建立一個統一的義屬東非。  這使得該地去被併入義大利東非作為厄立特里亞總督區和哈拉爾總督區的一部分，從此不再是一個獨立的國家。

## 歷史

### 奧薩伊瑪瑪古國
阿法爾社會傳統上被分為許多小王國，每個王國由各自的君主––蘇丹––統治。公元1577年奧沙薩伊瑪瑪古國從阿達爾蘇丹國中被分割出來，當時穆罕默德·賈薩將首都從哈拉爾遷至阿瑞薩（Asaita），導致阿達爾蘇丹國分裂出了奧薩伊瑪瑪古國。
在1647年，哈拉爾埃米爾國的統治者分離出去並建立了他們自己的獨立國家，而奧沙薩伊瑪瑪古國後來也在1672年被當地穆代托阿法爾人所滅。在奧沙薩伊瑪瑪古國的消亡之後，穆代托阿法爾人建立了他們自己的王國，即奧薩蘇丹國。在1672年，奧薩蘇丹國隨著伊瑪瑪烏瑪爾·丁·亞當成為國王而衰落。[2]

### 建國
在1734年，阿法爾人領袖達塔·卡達福（Afar）作為穆代托氏族群的首領，推翻了自13世紀以來佔領該地區的哈拉人領導的阿達爾蘇丹國，並建立了穆代托王朝，奧薩蘇丹國正式成立。奧薩蘇丹國的國土地區大約在現在厄立特里亞的丹那基爾低地附近。
在經過阿法爾人領袖達塔·卡達福作為初代元首15年的統治後，他傳位給自己的兒子穆罕穆德·卡達福（Muhammäd Kadafo）。在穆罕穆德三十年的統治後，他將自己的王位傳給了自己的兒子艾達希斯（Aydahis），而他艾達希斯又在位了二十二年。根據英國東非歷史研究學者理查德·潘克赫斯特（Richard Pankhurst）的說法，根據現代標準來看，這些相對長期的統治現實了該國內部政治十分穩定。
阿烏薩的繁榮讓鄰近地區的阿法爾人垂涎欲滴，尤其是南方阿杜伊瑪拉地區最強大的德布內-維馬斯部落。在18世紀的最後十年，他們希望佔領首都，因此向亞丁招募了一些也門的火槍手。根據克拉普夫和伊森伯格（Krapf and Isenberg）的說法，火槍手不下數百人，並且享有完全的火力壟斷。

然而，奧薩蘇丹國的繁榮引起了來自鄰近土地的阿法爾人的觊觎和羨慕，尤其是南部阿多伊馬拉中最強大的德布尼-韋馬斯（Debne-Wemas）部落。在1790年到19世紀初，他門嘗試攻佔奧薩蘇丹國的首都，因此他們招募了一些來自也門亞丁地區的火槍手雇傭兵來提供軍事支持。根據克拉普夫（Krapf）和伊森伯格（Isenberg）的說法，他們的軍隊的人數有數百人，跟奧薩蘇丹國相比享有絕對的火力壟斷地位。
儘管入侵造成了奧薩蘇丹國的政治不穩定，使其遭受了巨大的損失，並且失去了很多政治上的地位和權重。儘管如此，該國仍然是一個適合經濟活動的地方，即使戰爭也常常有大量的阿法爾人和索馬里人在這裡一直進行集市活動。

1875年，時任該國蘇丹穆罕默德·伊本·漢法德在戰爭中擊敗並殺死了韋爾納·穆恩津格（Werner Munzinger）穆恩津格試圖帶領一支埃及軍隊進攻衣索比亞地區。

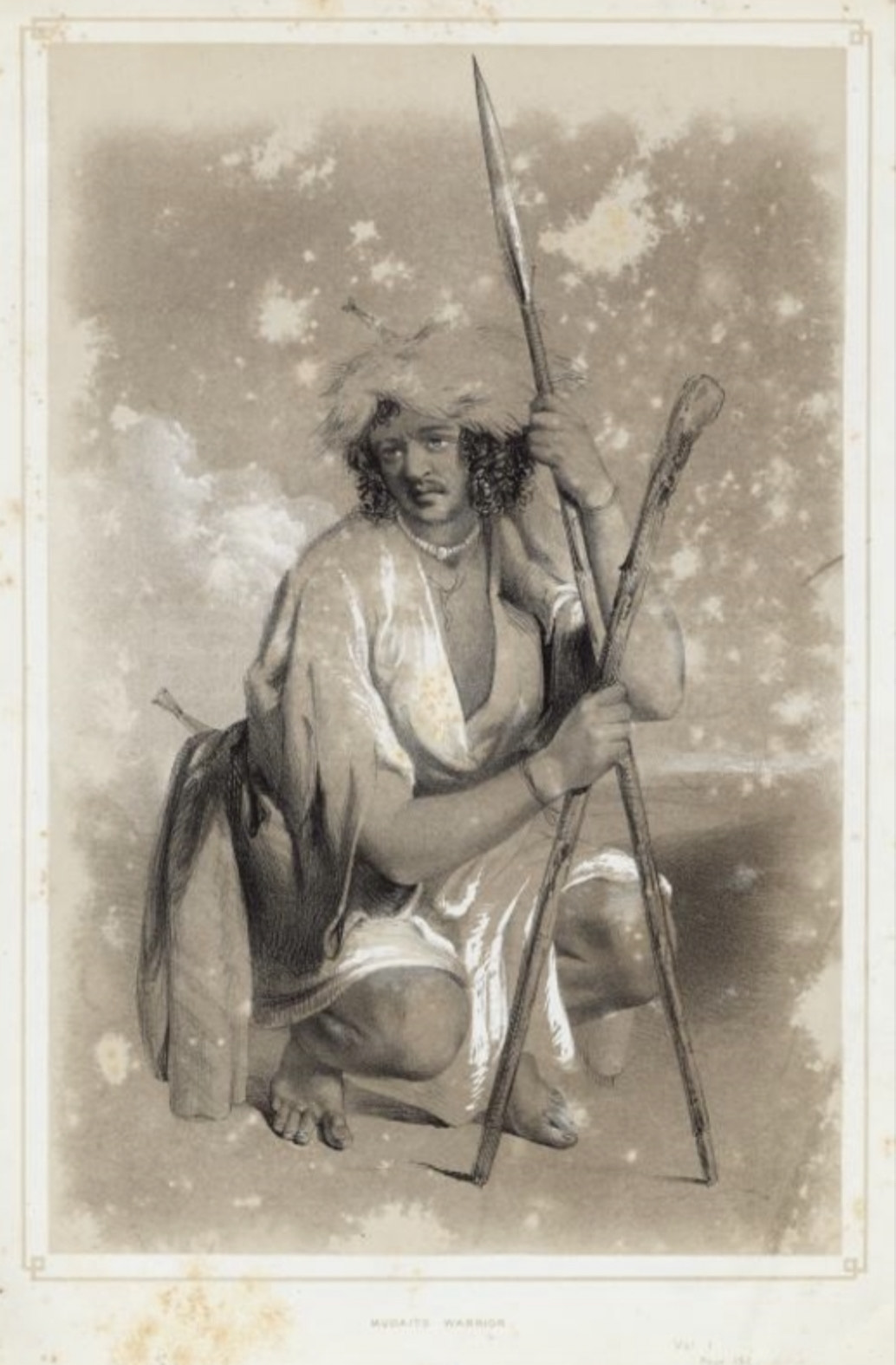
威廉·康沃利斯·哈里斯爵士所畫的穆達伊托戰士畫像。

## 滅國
在義衣戰爭期間，義大利領袖本尼托·墨索里尼向奧薩蘇丹國的君主穆罕默德·亞約發出最後通牒，要求在戰爭中併入義大利，因此義大利可以使用奧薩蘇丹國的地區向埃塞俄比亞進攻。穆罕默德·亞約不希望臣民受到戰爭波及，因此向義大利屈服並易幟而降。在投降之後，穆罕默德·亞約仍然有權統治阿法爾地區，但是必須要向義大利臣服。
1936年4月1日，義大利軍隊正式佔領整個奧薩蘇丹國。 結果，1943年，重新復國的衣索比亞政府俘虜了亞約，並轉而任命他的一位親戚為該地區蘇丹。 而亞約在流亡羅馬時，他會見了貝尼托·墨索里尼，並在威尼斯宮發表宣言，表示將會臣服於義大利的統治。即使在二戰結束，義大利向同盟國投降後，奧薩蘇丹國並沒有復國，反而被納入她的敵人--衣索比亞。

## 流行文化
在二戰模擬遊戲鋼鐵雄心4裏，如果採用1936年的劇本並採用歷史線路，奧薩蘇丹國是該遊戲第一個滅亡的國家。